# Steven Lawless
Steven Lawless est un footballeur écossais, né le 12 avril 1991 à Bellshill en Écosse. Il évolue au Partick Thistle au poste d'attaquant.

## Biographie
Le 15 juin 2012, il rejoint le club de Partick Thistle. Avec cette équipe, il inscrit 13 buts en deuxième division écossaise lors de la saison 2012-2013.

## Palmarès
- Champion d'Écosse de D2 en 2013 avec Partick Thistle